# Felipe Caceres
Felipe Caceres är en boliviansk politiker. Efter att tidigare varit borgmästare i Villa Tunari blev han biträdande socialminister i Evo Morales regering, med ansvar för bekämpning av kokaintillverkningen. Caceres är själv kokaodlare och förespråkar odling av kokablad, men inte drogtillverkning eftersom kokablad är vanliga i ceremoniella sammanhang och i traditionell boliviansk medicin.